# Grandmaster Flash and the Furious Five
Grandmaster Flash and the Furious Five was een invloedrijke Amerikaanse hiphopgroep gevormd in het New Yorkse stadsdeel The Bronx in 1978. Bestaande uit een DJ (Grandmaster Flash) en vijf rappers (Melle Mel, Kidd Creole, Cowboy, Mr. Ness/Scorpio, en Rahiem), maakte de groep gebruik van turntablism, breakbeat deejaying en had ze een beslissende invloed op de ontwikkeling van hiphopmuziek.
De groep werd beroemd in het begin van de jaren 1980 met hun eerste single "Freedom", en later met hun magnum opus, "The Message", dat vaak wordt genoemd als een van de meest invloedrijke songs in de geschiedenis van de hiphop. In 1983 ontstonden er spanningen tussen Grandmaster Flash en Melle Mel wat leidde tot de ontmanteling van de groep. Er werd een reünie georganiseerd in 1987, met een nieuw album, dat redelijk werd ontvangen. Vervolgens heeft het zestal zich permanent ontbonden.
In totaal was de groep vijf jaar actief en heeft ze twee studioalbums uitgebracht. In 2007 werd het de eerste hiphopgroep ooit die werd ingewijd in de Rock and Roll Hall of Fame.

## Discografie
Albums
- The Message (1982)
- On the Strength (1988)